# Звезда Табби
Звезда Табби (KIC 8462852, реже звезда Бояджян) — звезда в созвездии Лебедя. Находится на расстоянии 1480 световых лет от Солнца. До принятия официального названия KIC 8462852, неформально её называли по имени первого автора статьи, впервые описывающей её, Табеты Бояджян (англ. Tabetha S. Boyajian, арм. Թաբեթա Բոյաջյան; род. 1980 г. в США).
В сентябре 2015 года несколько астрономов опубликовали результаты исследований изменений светимости звезды, которые привлекли внимание мировых СМИ. Регистрация таких изменений проводилась космической обсерваторией Kepler, в рамках программы поиска экзопланет. Обычно из-за прохождения планеты перед звездой её свет незначительно меркнет на короткое время, что повторяется через регулярные интервалы. Однако звезда KIC 8462852 оказалась исключением: её светимость падала на величину до 22 процентов, причём такие падения наблюдались на протяжении различных промежутков времени (от 5 до 80 дней), что привело к появлению большого количества гипотез. Странный характер кривых блеска этой звезды был замечен волонтёрами Planet Hunters — краудсорсингового проекта по поиску экзопланет в данных Kepler, некоторые из которых стали соавторами итоговой статьи.
Рядом со звездой на расстоянии {\displaystyle 2''} видна ещё одна звезда. Не ясно, является ли это оптически двойной звездой или настоящей двойной звездой. Потенциальный компаньон представляет собой, если находится на том же расстоянии, маломассивную звезду ~0,4 M☉ спектрального класса M2V на расстоянии около 885 а. е.

## Гипотезы аномалии
Первоначально предполагалось, что аномалии объясняются проблемами с телескопом или искажением при передаче информации, однако, в ходе исследований эта версия была опровергнута. Спектральный анализ и тип, к которому относится звезда, также исключают изменение светимости из-за проходящих в ней внутренних процессов.
KIC 8462852 не единственная звезда, которая имеет непериодические спады яркости. Однако все остальные подобные звёзды (англ. dippers) являются молодыми звёздными объектами и имеют другую структуру спадов яркости. Предполагается, что подобные объекты могут иметь околозвёздный диск, и для некоторых объектов, (например для EPIC 204278916), он действительно обнаружен. Наиболее вероятным объяснением изменения яркости для таких объектов представляется гипотеза, согласно которой столкновения в околозвёздном диске могут генерировать облака пыли, закрывающие свет звезды. Однако KIC 8462852 не является молодой звездой, поэтому рой может состоять из комет и астероидов, множество которых могло оказаться на близкой орбите после гравитационного возмущения от прохождения другой звезды (но не той, которая видна потенциальным компаньоном). Впрочем, и такое маловероятно, поскольку прямых доказательств этому нет, а прохождение звезды должно было произойти всего несколько тысячелетий назад (ничтожный срок по космическим меркам).
В связи с этим, Табета Бояджян, ведущий автор исследования, рассматривает ещё один сценарий. Мерцание KIC 8462852 может указывать на попытку строительства астроинженерного сооружения типа сферы Дайсона или другого набора гигантских объектов (например, коллекторов света), которые высокоразвитая внеземная цивилизация построила для аккумулирования энергии своей звезды.
О том, что искусственные объекты высокоразвитой инопланетной цивилизации могут быть одним из объяснений этих обнаруженных аномалий, заявил также директор Исследовательского центра поиска внеземных цивилизаций при Калифорнийском университете Эндрю Симион: «Возможно, мы имеем дело с чрезвычайно развитой цивилизацией, соорудившей большую сеть накопителей, чтобы аккумулировать огромные запасы энергии, получаемой от звезды. Возможно, кривая блеска своей нерегулярностью говорит о том, что вокруг звезды вращаются искусственно созданные объекты. В дальнейшем мы планируем с помощью крупных оптических и радиотелескопов, расположенных на Земле, попытаться увидеть другие типы исходящего от этой системы электромагнитного излучения. Его наличие будет указывать на возможное существование технологически развитой цивилизации в этой системе».
«Инопланетяне всегда должны быть самой последней гипотезой, которую стоит рассматривать, но это выглядит как то, что вы ожидаете от внеземной цивилизации», — заявил астроном Джейсон Райт (Jason Wright) из Университета штата Пенсильвания.
«Несмотря на высокую вероятность природных причин странного поведения этой звезды, благоразумно будет всё проверить», — заявил в пресс-релизе сотрудник Института SETI Сет Шостак.
Есть и другие гипотезы (рой комет, облако пыли в межзвёздном пространстве, процессы внутри звезды, наличие чёрной дыры-спутника).

## Последующие наблюдения
19 октября 2015 года Институт SETI оповестил о начале наблюдений радиоизлучения от возможно обитающей вблизи звезды внеземной цивилизации с помощью радиотелескопа Allen Telescope Array. После двухнедельных предварительных наблюдений Институт SETI заявил, что в радиосигнале от звёздной системы KIC 8462852 не обнаружены несомненные признаки его искусственного происхождения.
Запланированы тщательные последующие наблюдения с использованием более мощных наземных радиотелескопов Грин-Бэнк и Very Large Array, а также с помощью космических телескопов, которые планируется создать в ближайшие годы в рамках программы по поиску экзопланет, таких как инфракрасный Wide Field Infrared Survey Telescope, оптические TESS и PLATO.
Продолжается также пристальное наблюдение звезды KIC 8462852 в оптическом диапазоне многими наземными обсерваториями в ожидании очередного многодневного снижения блеска, также планируются наблюдения звезды во время снижения её блеска с помощью больших телескопов, оснащённых спектрографами, чтобы определить, чем обусловлено снижение её блеска — крупными твёрдыми телами или пылью и газом. Лазерных сигналов от звезды пока не обнаружено.
Астроном Брэдли Шефер после изучения исторических снимков этой области неба, делавшихся с 1890 по 1989 года, заметил, что за это время яркость звезды уменьшилась на 20 % (необычные световые изменения звезды EPIC 204376071 составляли 80 % яркости). Чтобы исключить возможность ошибок, Шеффер лично отправился в Гарвард, чтобы изучить оригиналы снимков. По мнению Шефера, кометная гипотеза для объяснения наблюдаемых эффектов уже не годится. По его расчётам, для такого затемнения перед звездой должно было пролететь не менее 648 000 комет, каждая диаметром от 200 км, что является совершенно невероятным.
Позже появилось исследование, в котором изучалось изменение блеска звезды в течение почти четырёх лет, зафиксированное телескопом «Кеплер».
Хотя «Кеплер» предназначался для измерения небольшого изменения яркости в течение маленького времени, используя фотографии, которые делал «Кеплер», возможно измерить изменение яркости в течение большого времени. Выяснилось, что яркость KIC 8462852 постоянно уменьшалась. В течение первых 1000 дней яркость снижалась со скоростью около 0,34 %/год, а в течение следующих 200 дней яркость стала уменьшаться с ещё большей скоростью и упала на 2 %. Всего яркость уменьшилась на 3 % за 3,8 года. Для сравнения были исследованы ещё 193 близлежащие звезды и 355 звёзд, похожих на KIC 8462852. Ни одна из этих звёзд не поменяла своей яркости так сильно за это время, и лишь 0,6 % меняли свою яркость со скоростью большей, чем 0,34 %/год.
24 апреля 2017 года началось очередное падение яркости KIC 8462852 (первое с 2013 года). Наблюдение звезды велось десятками телескопов. После этого звезда стала возвращаться к своей обычной яркости. 19 и 20 мая 2017 года снижение яркости составляло 3 %.
В новом исследовании учёные под руководством Массимо Маренго (Университет штата Айова, США) сравнили изменение интенсивности свечения в разных длинах волн и выяснили, что в инфракрасном спектре звезда изменяет интенсивность гораздо меньше, чем в видимом или ультрафиолетовом, что характерно для пыли.
| Созвездие Лебедь Ra 20ч 06м 15.457с Dec +44° 27′ 24.61″ | Позиция в рукаве Ориона Гал.долгота 80,0379° Гал.широта +06.6403° Расстояние 1480 св.лет |